# Гаврилюк Віктор Степанович
Гаврилюк Віктор Степанович (*16 квітня 1911–1994) — український фізико-географ, кандидат географічних наук, доцент Київського національного університету імені Тараса Шевченка.

## Біографія
Народився 16 квітня 1911 року в селі Великі Мошківці Волинської губернії, тепер Андрушівського району Житомирської області. Закінчив у 1932 році Житомирський інститут соціального виховання. Служив у Червоній армії. Випускник першого випуску в 1938 році геолого-географічного факультету Київського університету. Під час Другої світової війни захищав Київ, Ленінград, звільняв Прибалтику. З 1947 року працював доцент на кафедрі фізичної географії. Кандидатська дисертація «Фізико-географічна характеристика Рівненської області» захищена у 1947 році.
Читав курси: «Фізична географія країн нової демократії», «Фізична географія країн Близького та Середнього Сходу», «Фізична географія материків та океанів», «Фізична географія УРСР». Займався науково-дослідною та педагогічною роботою на кафедрі фізичної географії та охорони природи географічного факультету Київського університету. Багато подорожував, побував у понад 100 країнах світу.

## Нагороди і відзнаки
Кавалер 2 орденів Вітчизняної війни, нагороджений орденом Червоної Зірки та 20 медалями. Капітан гвардії II рангу у відставці.

## Наукові праці
Автор понад 200 наукових праць. Основні праці:
1. (рос.) Сравнительный анализ природных условий Северной Америки и Евразии: Монография. — К., 1981.
2. Природа Північної Америки: Монографія. — К., 1971.
3. Північна Америка — фізико-географічна характеристика: Посібник для студентів географічних факультетів і педагогічних інститутів та вчителів географії. — К., 1971.
4. Зарубіжна Азія. — К., 1974.
5. Фізична географія Південної Америки. — К., 1993.